# مادة جافة

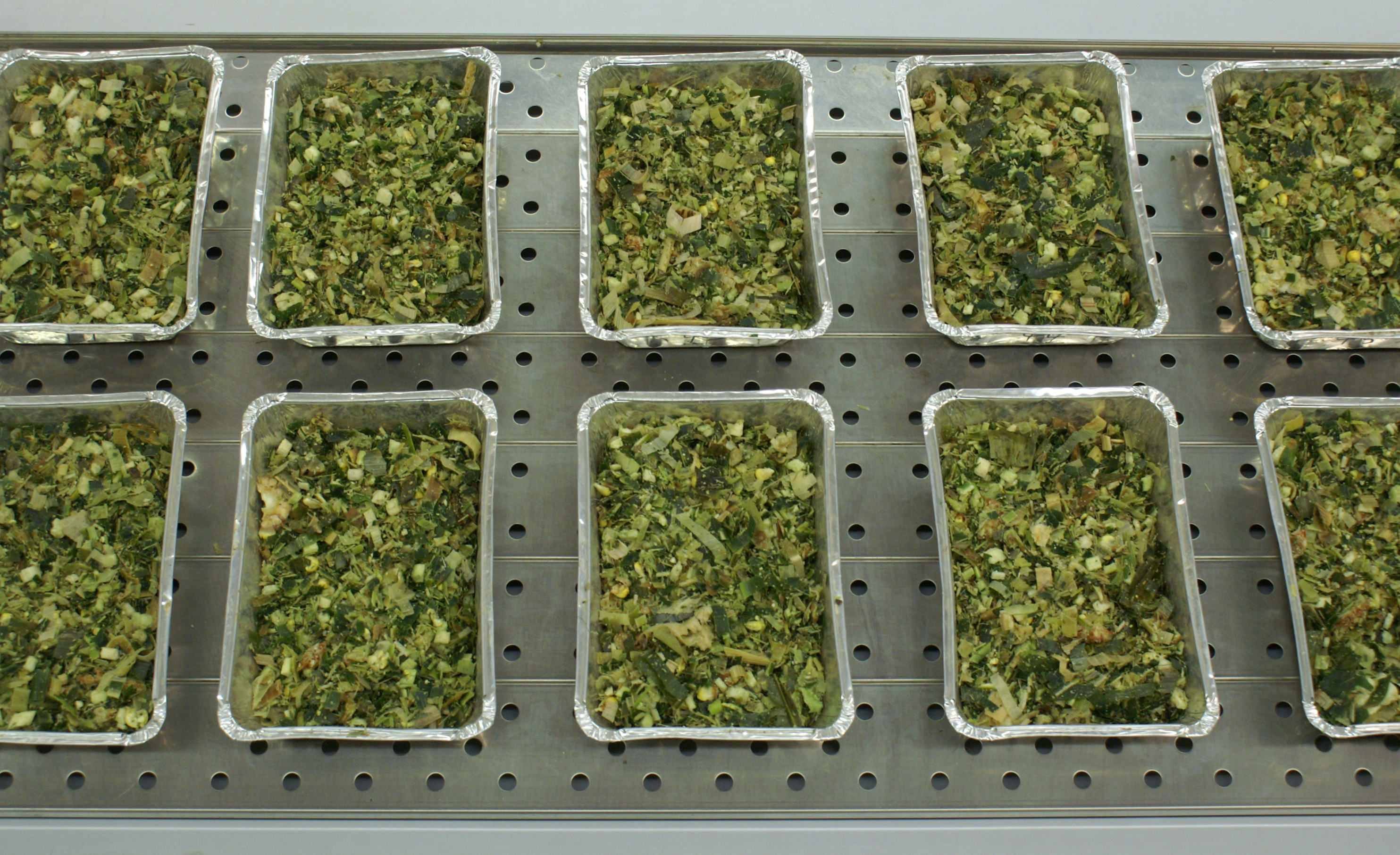

المادة الجافة (تعرف أيضاً باسم الوزن الجاف أو الكتلة الجافة هو مقياس لكتلة مادة ما عندما تكون في تمام الجفاف. يستخدم هذا التعبير بشكل كبير في مجال الغذاء والصناعات الغذائية.

## أمثلة غذائية
إن المادة الجافة في العينات الغذائية ذات المصدر النباتي أوالحيواني ستكون كافة المكونات الغذائية ما عدا الماء، وذلك يشمل السكريات والدهون والبروتينات، والتي تشكل حوالي 90 % من المادة الجافة في النظام الغذائي.
يتفاوت محتوى الماء في الغذاء حسب النوع، مع العلم أن الكثير من الأغذية أكثر من نصف وزنها ماء. على سبيل المثال، دقيق الشوفان المسلوق (84.5%)، والمعكرونة المطبوخة (78.4%)، والبيض المسلوق (73.2%)، والأرز المسلوق (72.5%)، ولحم الدجاج الأبيض (70.3%). يتراوح محتوى الماء في الفواكه والخضراوات بين 70% إلى 95%، في حين أن اللحوم يكون حوالي 70% وسطياً من وزنها ماء. أما أنواع الخبز فيقدر محتوى الماء فيها بحوالي 36%.
تكون لبعض الأطعمة محتوى من الماء قليل طبيعياً، مثل زبدة الفول السوداني، وكعكة الشوكولاتة.

## اقرأ أيضاً
- رطوبة